# Templo del Caballo Blanco

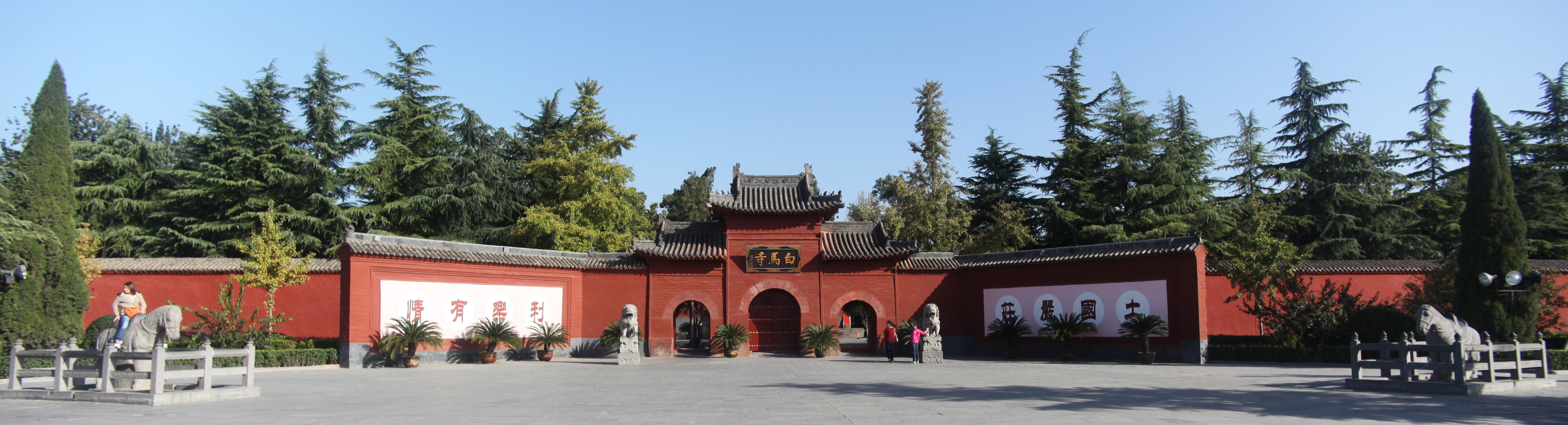
Templo del Caballo Blanco

El Templo del Caballo Blanco (en chino: 白马寺, pinyin:  Báimǎsì) es el primer templo del Budismo en la República Popular de China, establecido en el año 68, bajo el patrocinio del Emperador Ming de Han de la Dinastía Han Oriental en Luoyang.
Hoy en día el sitio está ubicado a las afueras de las murallas de la antigua capital de Han del Este, algunos 12 a 13 kilómetros al este de Luoyang en la provincia de Henan. Se encuentra aproximadamente a 40 minutos en autobús desde la estación del tren de Luoyang. El templo, aunque es pequeño en comparación con muchos otros templos de China, es considerado por la mayoría de los creyentes como "la cuna del budismo chino".

## Descripción
El edificio del templo principal, es un gran complejo, se construyó durante la dinastía Ming (1368-1644) y la Dinastía Qing (1644-1912) el templo ha tenido reparaciones en 1950 y en marzo de 1973, después de la Revolución Cultural. Cuenta con numerosos salones divididos por varios patios y jardines, que cubren un área que se extiende cerca de 13 hectáreas. Las placas en chino e inglés ofrecen descripciones amplias de las obras budistas instaladas en distintas salas. Incluyen estatuas de Buda Gautama, el Maitreya, el Buda de Jade, y figuras de santos, como Avalokiteshvara, Amitābha y Arhat además estatuas de piedra de los dos caballos blancos, que reunió a los monjes de la India con China, y de dos leones míticos que se ven en la entrada. En virtud de la financiación internacional, el templo ha sufrido muchos cambios, tanto estructural como internamente. El proyecto de cooperación más reciente, con la India, se terminó en 2008 cuando la Estupa de Sanchi y la estatua de Buda se erigieron.

## Nombre
A la llegada de dos monjes a la tierra de los Yuezhi (que controlaba el norte de Afganistán y partes del noroeste de la India en ese período), se alojaron en el templo. Este templo fue llamado pi-ma-si, que significa Templo Caballo Blanco, en Idioma chino también significa la estancia de "sacerdotes budistas".
En particular, el emperador ordenó que (si) 寺 Carácter chino, ser utilizado en el nombre del templo, como una muestra de respeto. Anteriormente, este carácter se había utilizado para referirse a los ministerios del gobierno. En períodos posteriores, todos los templos, mezquitas, incluso, se llegó a utilizar en los ministerios gubernamentales y posteriormente fue eliminado. Como resultado, el nombre del templo es a veces traducido como Ministerio Caballo Blanco, una traducción fiel a la época. Templo Caballo Blanco es la lectura correcta, literal al chino moderno. Sin embargo, esto puedo ser una etimología popular ", tal como con otros templos en los distintos centros con el mismo nombre.

## Leyendas
Éstas son algunas leyendas sobre la fundación y la denominación del templo:
La historia del templo comienza con el sueño del emperador Ming se trata de un Buda que estableció el budismo en la India, dos de los mensajeros Ming se fue a buscar las escrituras budistas. Se encontraron con dos monjes budistas indios en Afganistán, y los convenció de unirse a ellos y volver a China, con escrituras budistas, reliquias y estatuas en dos caballos blancos. Satisfecho con su llegada a China, el rey construyó un templo en su honor y lo llamó "Templo Caballo Blanco" o Templo Baima, como una apreciación de los dos caballos blancos que habían llevado a los monjes. Los monjes vivieron en el templo nuevo y aquí han traducido las escrituras budistas en el idioma chino. La religión budista prosperado desde aquí y con la llegada de Bodhidarma, otro monje de la India en el siglo quinto, el budismo chino evolucionó y se extendió a otros países. Tras la creación del templo, 1000 monjes vivían aquí y practicaban el budismo.
Otra, Se dice que el emperador ha enviado a un monje o varios a la India y que regresaron con el Sutra de cuarenta y dos capítulos en un caballo blanco. El Sutra fue recibido por el Emperador y se encuentra en un templo construido fuera de los muros de LuoYang. Fue el primer templo budista de China.
Otra, Las leyendas relacionadas con este templo tienen relación directa con el surgimiento y la propagación del budismo en China. Dos visiones se expresan en este contexto. La primera visión fue presenciada por Chow Wang, el quinto gobernante de la dinastía Tang. El emperador vio, en la región suroeste de China, una luz muy brillante en el cielo, como una aureola del oeste que iluminaba todo el espacio. Los astrólogos de la corte predijeron que un santo nació en esa parte del mundo en la que vio la luz brillante. Este fue grabado por el Rey en su registro real. Este año pasó a ser el año en que Buda nació en la India.